# ダノンザキッド
ダノンザキッド（欧字名:Danon the Kid 香:野田小子、2018年1月29日 - ）は、日本の競走馬。主な勝ち鞍は2020年のホープフルステークス、東京スポーツ杯2歳ステークス。
馬名の意味は、冠名＋人名愛称。2020年のJRA賞最優秀2歳牡馬。

## 戦績

### デビュー前
2018年1月29日、北海道安平町のノーザンファームで誕生。同年のセレクトセール当歳馬市場でダノックスに1億800万円 (税込)で落札され、ノーザンファーム空港で育成の後、栗東の安田隆行厩舎に入厩した。

### 2歳（2020年）
6月28日、阪神競馬場で行われた2歳新馬戦に北村友一鞍上で出走。2番人気に支持されると、レースではほぼ馬なりのまま2着に3馬身差をつけてデビュー勝ちを果たした。
休養を経て11月23日の東京スポーツ杯2歳ステークスに川田将雅鞍上で出走。当日は前走比+24kgと大幅に馬体が増えたが、単勝1.7倍の1番人気に支持されると、道中は3番手を追走し、直線で抜け出すと、2着のタイトルホルダーに1馬身1/4差をつけて優勝。無傷2連勝で重賞初制覇を果たした。
12月26日、引き続き川田鞍上でホープフルステークス(GI)に出走。芙蓉ステークス勝ち馬ランドオブリバティや、アイビーステークス勝ち馬でGI2勝馬マリアライトの仔オーソクレースら自身と同じ無敗馬が顔を揃える中、1番人気に支持された。レースは道中好位で脚をためながら追走し、最後の直線では先に抜け出したオーソクレースを差し切って優勝。デビューから無傷の3連勝でGI初制覇となった。
この勝利を受けて、2020年度のJRA賞最優秀2歳牡馬を受賞した。

### 3歳（2021年）
3月7日の弥生賞ディープインパクト記念から始動。単勝1.3倍の圧倒的1番人気に押された。好スタートから道中は中団あたりにつけると、最終第4コーナーから追い上げを開始したが、逃げたタイトルホルダーとシュネルマイスターの2頭を捕らえることができず3着に終わり、初黒星を喫した。1986年以降の弥生賞において単勝1.3倍以下の馬が敗れたのは初めてとなった。
皐月賞では前走初黒星を喫したものの1番人気に支持された。しかしレースでは勝負どころで見せ場をつくることが出来ず、15着と大敗した。
その後は日本ダービーに参戦を予定していたが、直前に右橈骨粗面剥離骨折が判明し、ダービーを回避することとなった。
骨折による休養の後、富士ステークスで復帰。休養明けで初のマイル戦ながら2番人気に推されたが、結果は同期の牝馬ソングラインの4着だった。
続いてマイルチャンピオンシップに5番人気で出走。レースでは勝ったグランアレグリアには及ばずも、中団追走からしぶとく伸びて3着に入った。 この結果に騎乗した川田も「あらためて能力の高さを示してくれました。来年が楽しみになりました」とコメントした。

### 4歳（2022年）
古馬初戦は中山記念から始動し、1番人気に推された。しかし、レースはスタートをあおり気味に出ると、向正面からポジションを上げていく競馬を選択したが、直線で伸び切れず7着に敗れた。騎乗した川田は「返し馬が抜群で具合の良さを感じましたが、中山で嫌な記憶があるのか、全く走る気になってくれなかったです。」とコメントし、皐月賞で15着と大敗した中山競馬場に敗因があることを示唆した。
次走にはマイラーズカップを予定していたが、これを回避し安田記念に直行。同レースでは前走から人気を落とし7番人気での出走となった。レース本番は好位から競馬を進め、直線では一時先頭に立つなど見せ場を作ったが、最後は交わされ6着に敗れた。しかし勝ち馬ソングラインとは0秒2差だったことから 、騎乗した川田は「着順は着順ですが、前回よりはるかに競馬ができたと思います。また改めて頑張っていけたらと思います」とコメンした。
その後は秋まで休養せず、賞金加算という目的もあり8月14日の関屋記念に参戦、2番人気に推された。レースは中団から追走し、直線ではメンバー最速の上がりで追い上げるも、スローペースで2番手の馬と逃げ馬が1, 2着となる前有利の展開となったこともあり、3着となった。
秋の始動戦には毎日王冠を選択。デビュー2戦目から一貫してコンビを組んできた川田将雅が同レースでレイパパレに騎乗するため、戸崎圭太との初コンビを結成した。レース本番では発走直前のアクシデントで外枠発走となったものの、好スタートから道中4番手を追走。直線では一時先頭に立ったが、最後は勝ち馬サリオスら2頭に交わされ3着となった。しかし、先述のアクシデントにより10月10日から30日まで出走停止、その後の発走調教再審査が課される事となった。
続くマイルチャンピオンシップでは、前年5月から落馬負傷で戦線を離脱していた北村友一とデビュー戦以来となるタッグを組んだ。8番人気と評価を落としたが、直線半ばで先団が横一線に並ぶデッドヒートの中、ゴール寸前で狭い所を割って伸び、先に大外から先団をまとめて差し切ったセリフォスに次ぐ2着に好走。
年内最終戦となる香港カップでは、前年15着に大敗した皐月賞以来となる2000mのレースということもあってか、道中は少し折り合いを欠いたところはあったものの、しっかり脚を溜め、直線も狭い進路をついて前へ進出。先に抜け出したロマンチックウォリアーには及ばなかったが、日本馬最先着となる2着に入った。

### 5歳（2023年）
海外からの復帰初戦に前年同様に中山記念を選択。その後はドバイターフを目標とする青写真を描いていたが、中山記念では発走前にゲートを潜ってしまうアクシデントもあり、11着と大敗した。前述のアクシデントは枠内駐立不良と認められ、同年2月27日から3月28日まで2度目の出走停止処分となり、停止期間満了後に発走調教再審査を課された。このため、既に選出されていたドバイターフ出走が不可能となった。このため、大阪杯出走に切り替えて3着と好走し、続いて香港のクイーンエリザベス2世カップに参戦し5着となった。その後は宝塚記念とマイルチャンピオンシップに出走し13着、5着と凡走した。12月10日の香港マイル12着が現役最終戦となった。同年12月20日に管理する安田隆行調教師により現役引退と種牡馬入りが公表された。12月22日付でJRAの競走馬登録を抹消され、引退後は北海道新冠町のビッグレッドファームで種牡馬として供用される。

## 競走成績
以下の内容は、JBISサーチ、netkeiba.comおよび香港ジョッキークラブの情報に基づく。
| 競走日     | 競馬場 | 競走名             | 格   | 距離（馬場）  | 頭 数 | 枠 番 | 馬 番 | オッズ （人気） | 着順 | タイム （上り3F） | 着差  | 騎手      | 斤量 [kg] | 1着馬（2着馬）       | 馬体重 [kg] |
| ---------- | ------ | ------------------ | ---- | ------------- | ----- | ----- | ----- | --------------- | ---- | ----------------- | ----- | --------- | --------- | -------------------- | ----------- |
| 2020.06.28 | 阪神   | 2歳新馬            |      | 芝1800m（良） | 14    | 7     | 12    | 004.70（2人）   | 01着 | R1:48.3（34.7）   | -0.5  | 0北村友一 | 54        | （ワンダフルタウン） | 496         |
| 0000.11.23 | 東京   | 東スポ杯2歳S       | GIII | 芝1800m（良） | 10    | 3     | 3     | 001.70（1人）   | 01着 | R1:47.5（33.5）   | -0.2  | 0川田将雅 | 55        | （タイトルホルダー） | 520         |
| 0000.12.26 | 中山   | ホープフルS        | GI   | 芝2000m（良） | 15    | 6     | 10    | 002.10（1人）   | 01着 | R2:02.8（36.4）   | -0.2  | 0川田将雅 | 55        | （オーソクレース）   | 516         |
| 2021.03.07 | 中山   | 弥生賞ディープ記念 | GII  | 芝2000m（良） | 10    | 2     | 2     | 001.30（1人）   | 03着 | R2:02.3（34.2）   | -0.3  | 0川田将雅 | 56        | タイトルホルダー     | 512         |
| 0000.04.18 | 中山   | 皐月賞             | GI   | 芝2000m（稍） | 16    | 4     | 8     | 003.30（1人）   | 15着 | R2:03.1（39.3）   | -2.5  | 0川田将雅 | 57        | エフフォーリア       | 504         |
| 0000.10.23 | 東京   | 富士S              | GII  | 芝1600m（良） | 17    | 8     | 16    | 004.20（2人）   | 04着 | R1:33.7（34.3）   | -0.5  | 0川田将雅 | 54        | ソングライン         | 526         |
| 0000.11.21 | 阪神   | マイルCS           | GI   | 芝1600m（良） | 16    | 7     | 13    | 016.10（5人）   | 03着 | R1:32.8（33.0）   | -0.2  | 0川田将雅 | 56        | グランアレグリア     | 528         |
| 2022.02.27 | 中山   | 中山記念           | GII  | 芝1800m（良） | 16    | 8     | 15    | 002.60（1人）   | 07着 | R1:47.8（37.2）   | -1.4  | 0川田将雅 | 55        | パンサラッサ         | 522         |
| 0000.06.05 | 東京   | 安田記念           | GI   | 芝1600m（良） | 18    | 2     | 4     | 010.90（7人）   | 06着 | R1:32.5（33.7）   | -0.2  | 0川田将雅 | 58        | ソングライン         | 526         |
| 0000.08.14 | 新潟   | 関屋記念           | GIII | 芝1600m（稍） | 14    | 5     | 8     | 003.80（2人）   | 03着 | R1:33.4（32.6）   | -0.1  | 0川田将雅 | 57        | ウインカーネリアン   | 526         |
| 0000.10.09 | 東京   | 毎日王冠           | GII  | 芝1800m（良） | 10    | 4     | 4     | 006.70（4人）   | 03着 | 01:44.3（34.3）   | -0.2  | 0戸崎圭太 | 56        | サリオス             | 526         |
| 0000.11.20 | 阪神   | マイルCS           | GI   | 芝1600m（良） | 17    | 2     | 3     | 026.00（8人）   | 02着 | R1:32.7（33.5）   | -0.2  | 0北村友一 | 57        | セリフォス           | 530         |
| 0000.12.11 | 沙田   | 香港C              | G1   | 芝2000m（Gd） | 12    | 6     | 6     | 015.00（5人）   | 02着 | R2:00.44（35.21） | -0.74 | 0北村友一 | 57        | Romantic Warrior     | 521         |
| 2023.02.26 | 中山   | 中山記念           | GII  | 芝1800m（良） | 14    | 1     | 1     | 004.40（2人）   | 11着 | R1:48.2（36.1）   | -1.1  | 0北村友一 | 57        | ヒシイグアス         | 524         |
| 0000.04.02 | 阪神   | 大阪杯             | GI   | 芝2000m（良） | 16    | 7     | 13    | 032.8（10人）   | 03着 | R1:57.4（35.0）   | -0.0  | 0横山和生 | 58        | ジャックドール       | 530         |
| 0000.04.30 | 沙田   | QEII世C            | G1   | 芝2000m（Gd） | 7     | 7     | 3     | 011.00（5人）   | 05着 | R2:02.71（34.40） | -0.79 | 0C.ホー   | 57        | Romantic Warrior     | 534         |
| 0000.06.25 | 阪神   | 宝塚記念           | GI   | 芝2200m（良） | 17    | 2     | 3     | 035.10（8人）   | 13着 | R2:12.6（36.5）   | -1.4  | 0北村友一 | 58        | イクイノックス       | 532         |
| 0000.11.19 | 京都   | マイルCS           | GI   | 芝1600m（良） | 16    | 3     | 6     | 024.90（6人）   | 05着 | R1:32.8（33.5）   | -0.3  | 0北村友一 | 58        | ナミュール           | 540         |
| 0000.12.10 | 沙田   | 香港マイル         | G1   | 芝1600m（Gd） | 14    | 3     | 10    | 064.00（10人）  | 08着 | R1:35.46（35.23） | -1.36 | 0北村友一 | 57        | Golden Sixty         | 538         |

- 海外の競走の「枠番」欄にはゲート番を記載
- 香港のオッズ・人気は現地主催者発表のもの（日本式のオッズ表記とした）

## 血統表
| ダノンザキッドの血統                 | ダノンザキッドの血統            | ダノンザキッドの血統            | （血統表の出典）                | （血統表の出典） |
| 父系                                 | サンデーサイレンス系/ヘイロー系 | サンデーサイレンス系/ヘイロー系 | サンデーサイレンス系/ヘイロー系 | [ § 2 ]          |
| 父 ジャスタウェイ 2009 鹿毛          | 父の父ハーツクライ 2001 鹿毛    | *サンデーサイレンス             | Halo                            | Halo             |
| 父 ジャスタウェイ 2009 鹿毛          | 父の父ハーツクライ 2001 鹿毛    | *サンデーサイレンス             | Wishing Well                    |                  |
| 父 ジャスタウェイ 2009 鹿毛          | 父の父ハーツクライ 2001 鹿毛    | アイリッシュダンス              | *トニービン                     | *トニービン      |
| 父 ジャスタウェイ 2009 鹿毛          | 父の父ハーツクライ 2001 鹿毛    | アイリッシュダンス              | *ビューパーダンス               |                  |
| 父 ジャスタウェイ 2009 鹿毛          | 父の母シビル 1999 鹿毛          | Wild Again                      | Icecapade                       | Icecapade        |
| 父 ジャスタウェイ 2009 鹿毛          | 父の母シビル 1999 鹿毛          | Wild Again                      | Bushel-n-Pack                   |                  |
| 父 ジャスタウェイ 2009 鹿毛          | 父の母シビル 1999 鹿毛          | *シャロン                       | Mo Exception                    | Mo Exception     |
| 父 ジャスタウェイ 2009 鹿毛          | 父の母シビル 1999 鹿毛          | *シャロン                       | Double Wiggle                   |                  |
| 母 *エピックラヴ Epic love 2008 鹿毛 | 母の父Dansili 1996 黒鹿毛       | *デインヒル                     | Danzig                          | Danzig           |
| 母 *エピックラヴ Epic love 2008 鹿毛 | 母の父Dansili 1996 黒鹿毛       | *デインヒル                     | Razyana                         |                  |
| 母 *エピックラヴ Epic love 2008 鹿毛 | 母の父Dansili 1996 黒鹿毛       | Hasili                          | Kahyasi                         | Kahyasi          |
| 母 *エピックラヴ Epic love 2008 鹿毛 | 母の父Dansili 1996 黒鹿毛       | Hasili                          | Kerali                          |                  |
| 母 *エピックラヴ Epic love 2008 鹿毛 | 母の母Leopard Hunt 2001 栗毛    | Diesis                          | Sharpen Up                      | Sharpen Up       |
| 母 *エピックラヴ Epic love 2008 鹿毛 | 母の母Leopard Hunt 2001 栗毛    | Diesis                          | Doubly Sure                     |                  |
| 母 *エピックラヴ Epic love 2008 鹿毛 | 母の母Leopard Hunt 2001 栗毛    | Alcando                         | Alzao                           | Alzao            |
| 母 *エピックラヴ Epic love 2008 鹿毛 | 母の母Leopard Hunt 2001 栗毛    | Alcando                         | Kaniz                           |                  |
| 母系(F-No.)                          | (FN:15-a)                       | (FN:15-a)                       | (FN:15-a)                       | [ § 3 ]          |
| 5代内の近親交配                      | Lyphard 5×5                     | Lyphard 5×5                     | Lyphard 5×5                     | [ § 4 ]          |
| 出典                                 | 1. 2. 3. 4.                     | 1. 2. 3. 4.                     | 1. 2. 3. 4.                     | 1. 2. 3. 4.      |